# John Robert Clynes

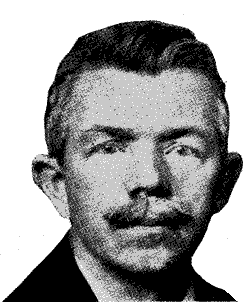
John Robert Clynes.

John Robert Clynes, född 27 mars 1869 i Oldham i dåvarande Lancashire, död 23 oktober 1949 i London, var en brittisk labourpolitiker.
Clynes var från början kroppsarbetare och kom tidigt att spela en viktig roll för den brittiska fackföreningsrörelsen. Han invaldes 1906 i underhuset och var 1921-1922 Labour Partys ordförande. Clynes var 1917-1918 parlamentssekreterare vid livsmedelsdepartementet och utförde ett betydelsefullt arbete. I Ramsay MacDonalds första regering 1923 innehade Clynes posten som Lord privy seal och var i hans andra regering 1930 inrikesminister. Clynes tillhörde de moderata elementen i den brittiska arbetarrörelsen och var en bestämd motståndare mot revolutionär taktik.